# Brücke Žvėrynas

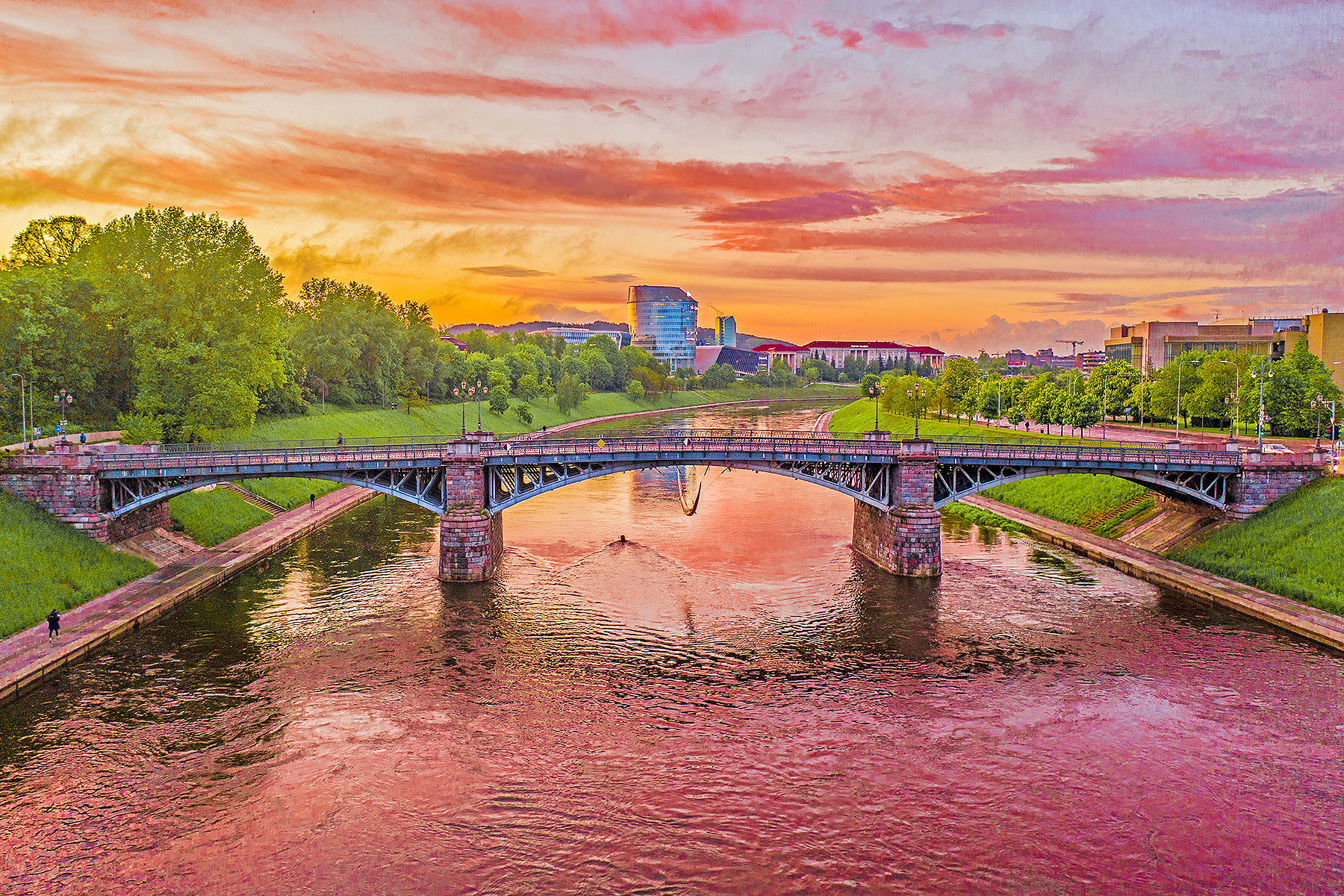

Die Brücke Žvėrynas (lit. Žvėryno tiltas) ist eine  Straßenbrücke über die Neris in Litauen. Sie befindet sich in der litauischen Hauptstadt Vilnius, im Stadtteil Žvėrynas. Die Länge beträgt 103,1 Meter, die Breite 11,35 Meter und die Höhe 11 Meter.

## Geschichte

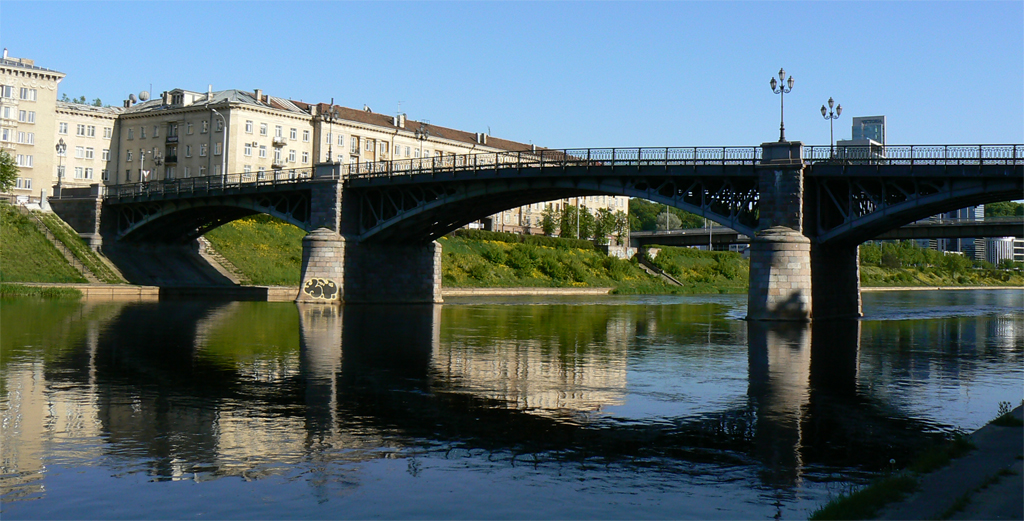
Brücke Žvėrynas

Die Brücke Žvėrynas wurde innerhalb von zwei Jahren von 1905 bis 1907 im Zaristischen Russland (Russisches Kaiserreich) erbaut und Nikolaj-Brücke genannt. Das vom Ingenieur V. Malinowski entworfene Projekt wurde vom russischen Wissenschaftler M. Beleliubski genehmigt. 1944 wurde der mittlere Teil der Brücke abgerissen, aber schnell wieder aufgebaut.
Ab November 1979 war die Brücke für den Autoverkehr gesperrt. 1991 standen auf der Brücke Barrikaden von Seimas-Verteidigern. Sie wurde 2006 rekonstruiert. Unter der Brücke hing 2010 eine Skulptur „Schiff-Halbmond“ (Autor K. Vildžiūnas).